# Fahmi Alqhai
Fahmi Alqhai Koury (Sevilla, 31 de octubre de 1976) es un violagambista y director español. Es el director y fundador del conjunto de música antigua Accademia del Piacere.

## Biografía
Fahmi Alqhai nació en Sevilla en 1976. Hijo de madre palestina y padre sirio vivió hasta los 11 años en Siria. Aprendió piano en Homs con su abuela y comenzó su formación musical de forma autodidacta.

## Trayectoria
Ingresó en el Conservatorio Superior Manuel Castillo de Sevilla en 1994 para comenzar a estudiar la viola da gamba con Ventura Rico, con quien obtuvo las mejores calificaciones. En 1998 se trasladó a Basilea para ampliar sus estudios en la Schola Cantorum Basiliensis con Paolo Pandolfo, donde al tiempo comenzó su carrera profesional con el grupo Mala Punica, dirigido por Pedro Memelsdorff. En 2001 se afincó en Milán para estudiar en el Conservatorio della Svizzera Italiana de Lugano (Suiza) guiado por el maestro Vittorio Ghielmi. Paralelamente a su estudios musicales obtuvo la Licenciatura de Odontología por la Universidad de Sevilla.
Alqhai trabajó en sus primeros años de carrera con las formaciones camerísticas más importantes del panorama internacional de la música antigua, como miembro habitual de Hespèrion XXI (Jordi Savall) e Il Suonar Parlante (Vittorio Ghielmi). Ha trabajado también con grupos como Orphénica Lyra (José Miguel Moreno), Al Ayre Español (Eduardo López Banzo) y Mudéjar (Begoña Olavide), y es miembro fundador de More Hispano (Vicente Parrilla). Con estas formaciones ha ofrecido conciertos en toda Europa, Japón, EE. UU. y Latinoamérica. En calidad de solista ha actuado con orquestas de la talla del Ensemble Vocal de Lausanne (Michel Corboz), la Orquesta Barroca de Sevilla y Al Ayre Español, entre otras. Ha realizado numerosas grabaciones para sellos discográficos (Alia Vox, Glossa, Winter&Winter, Tactus, Arsis, Enchiriadis, etc.) y para televisiones y radios de todo el mundo.
En 1998 comienza su carrera de solista especializándose en el repertorio alemán para la viola da gamba. En 1999 colabora en el disco "Pentagrama Flamenco" de los hermanos Antonio y David Hurtado Torres. En 2004 realiza, junto a Alberto Martínez Molina, la grabación de las sonatas de Bach para el sello Arsis. En 2002 había ya fundado, junto a la soprano Mariví Blasco, el conjunto Accademia del Piacere, del que es director, con el que ha realizado ya seis registros discográficos, ganadores de diversos galardones: "Le Lacrime di Eros", dedicado al Seicento italiano; "Les violes du Ciel et de l'Enfer", con obras para viola da gamba de Marin Marais y Forqueray; "Amori di Marte", centrado en Il Combattimento di Tancredi e Clorinda de Claudio Monteverdi; "Las idas y las vueltas", en el que explora junto al cantaor Arcángel las raíces comunes del flamenco y la música barroca española, espectáculo ganador del Giraldillo a la Mejor Música de la Bienal de Sevilla 2012; "Rediscovering Spain", dedicado al arte de la ornamentación y el arreglo en la música ibérica ca. 1600; y "Cantar de Amor", con música de Juan Hidalgo y sus contemporáneos de la España del Seiscientos. Como solista ha publicado dos CDs para Glossa: "A piacere" y "The Bach Album", que incluye la famosa Chacona de Bach en versión para viola da gamba sola (Premio GEMA del Público al Mejor CD 2016).
Además de la música antigua ha realizado incursiones en otros estilos musicales: en el del flamenco ha ganado dos giraldillos de la Bienal de Sevilla), el segundo de ellos a la Innovación por "Diálogos" (2016), junto a Rocío Márquez. Además ha explorado la música contemporánea, y el Jazz junto a Uri Caine. Ha dirigido musicalmente el espectáculo “El Misterio Velázquez” estrenado en el Real Alcázar de Sevilla en junio de 1998 y es director del Festival de Música Antigua de Sevilla (Femás).

## Premios y reconocimientos
- Premio GEMA del público a la mejor producción discográfica del año por The Bach Album, coeditado por Alqhai & Alqhai y Glossa, 2016[4] Y 2017.[5]